# Eberhard von Strahlenberg
Eberhard II. von Strahlenberg (* im 13. Jahrhundert; † 16. November 1293) war erwählter Bischof von Worms.

## Leben
Eberhard stammte aus dem edelfreien Geschlecht der Herren von Strahlenberg, die ihren Sitz auf der Strahlenburg bei Schriesheim hatten. Er war der jüngste Sohn Conrads von Strahlenberg, der die Stammburg hatte erbauen lassen und die Stadt Schriesheim gründete.

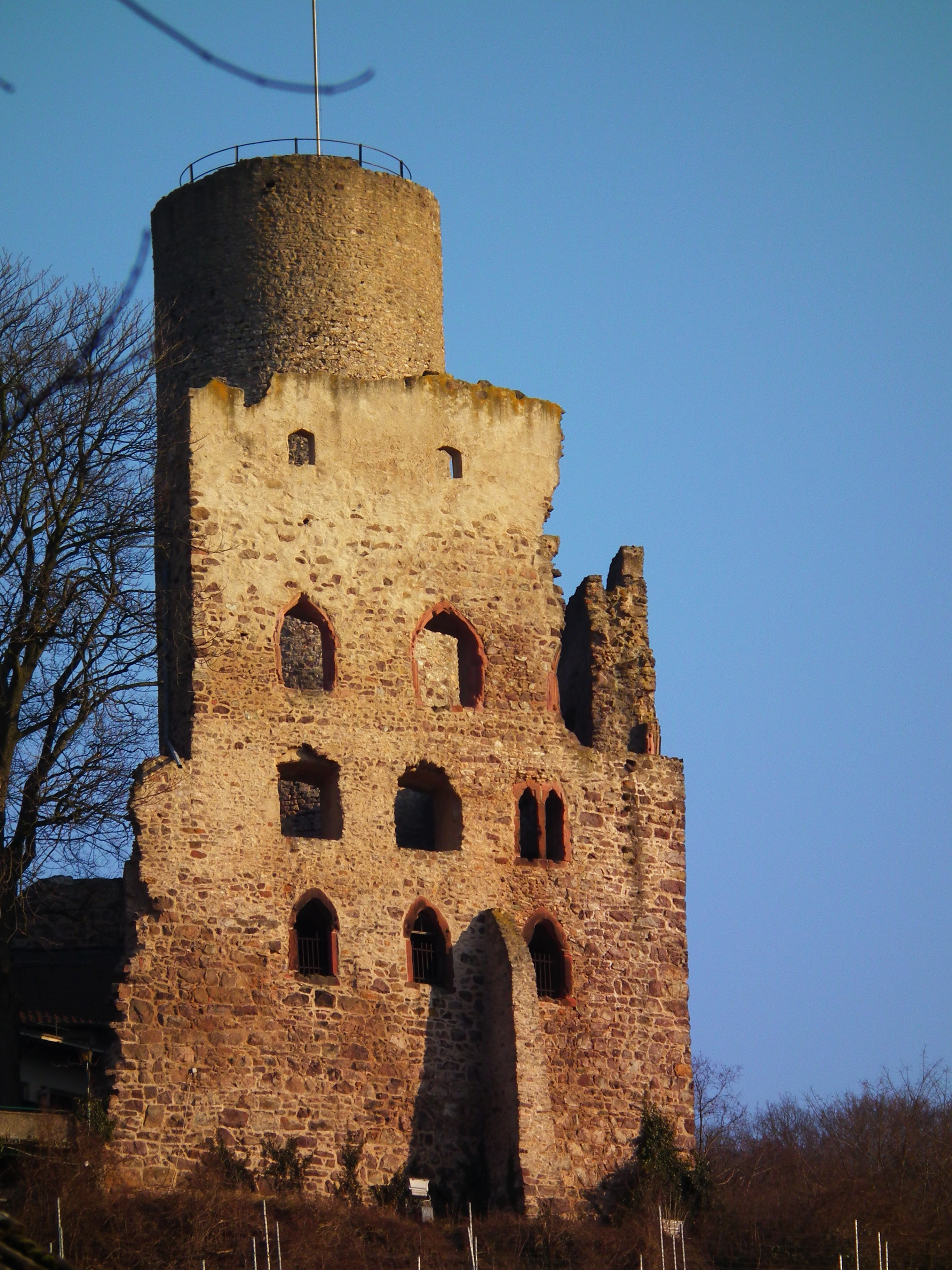
Die Strahlenburg, Stammsitz der Familie und vermutlicher Geburtsort von Bischof Eberhard II.

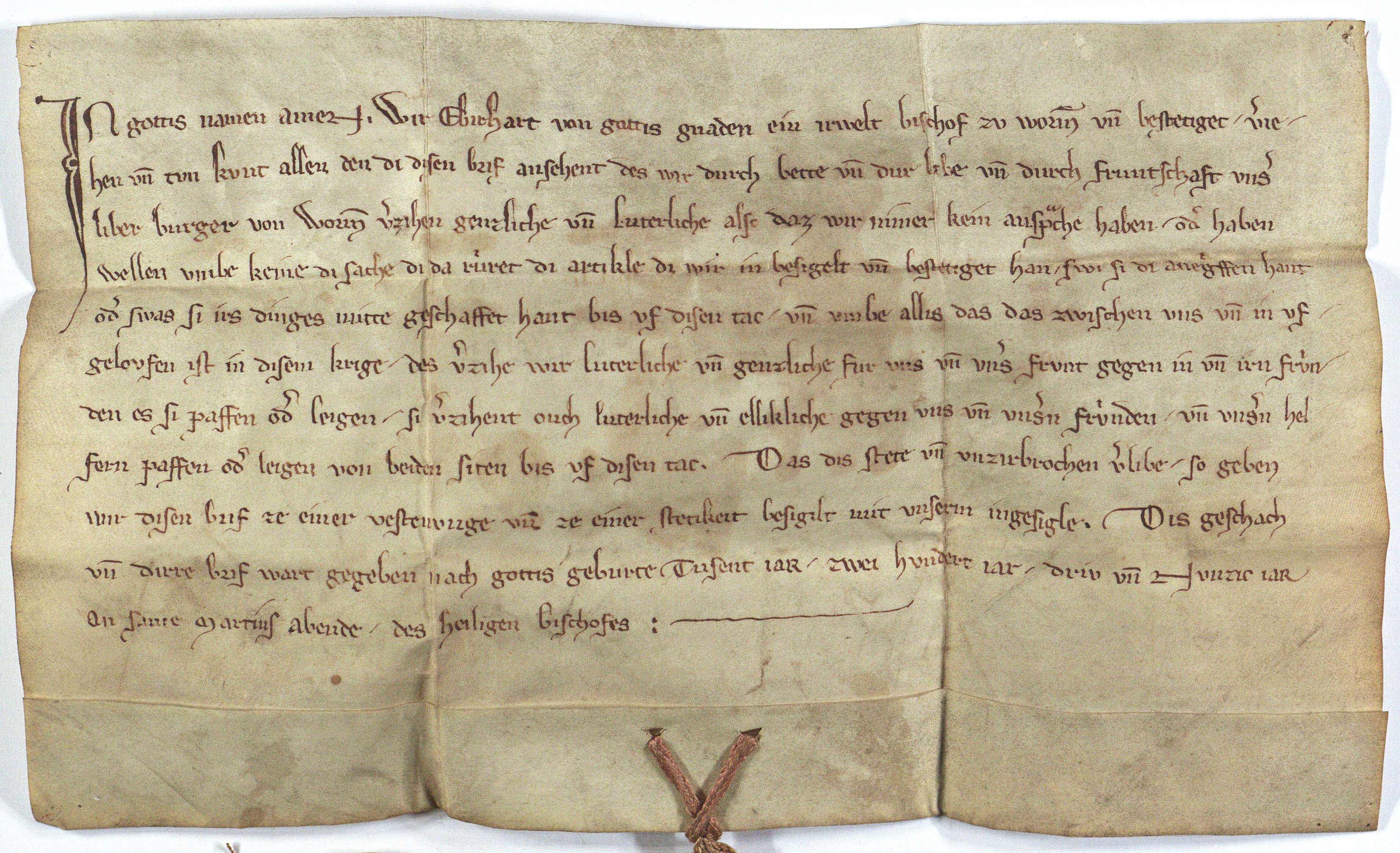
Urkunde des Bischofs vom 10. November 1293

1250 erscheint er urkundlich mit seiner Mutter sowie seinen Brüdern Heinrich und Conrad, als sie Weinberge des Klosters Schönau von Abgaben befreiten. 1263 und 1272 ist er als Domherr in Speyer nachgewiesen. Bei Schlichtung des Streites zwischen dem Kloster Weißenburg und dem Speyerer Domkapitel, wegen des Kirchenpatronats in Barbelroth, wurde Eberhard von Strahlenburg am 8. September 1277 als Domscholaster und Schiedsrichter genannt. Laut Urkunden vom 1. Mai 1278 und vom 24. Januar 1284 amtierte er auch als Propst des Cyriakusstifts zu Neuhausen.
Nach dem Tod des Wormser Bischofs Simon von Schöneck († 22. Oktober 1291) wählte man ihn noch im gleichen Jahr zum Amtsnachfolger. Während König Adolf von Nassau und Erzbischof Gerhard II. von Mainz den Gewählten unterstützten, lehnte ihn die Stadt zunächst vehement ab, arrangierte sich aber später mit ihm. Während seines kurzen Episkopats starb am 4. April 1292 in Rom Papst Nikolaus IV. und es folgte eine zweijährige Sedisvakanz. Eine päpstliche Bestätigung der Bischofswahl erfolgte daher nicht.
Dem Stift Neuhausen inkorporierte er 1293 die heutige St. Cyriakus Kirche in Frankenthal-Eppstein.
Eberhard von Strahlenberg starb bereits am 16. November 1293 und wurde nach seinem letzten Willen im Kloster Schönau beigesetzt. Ein Jahrgedächtnis für den Toten existierte u. a. im Speyerer Dom und im Kloster Kirschgarten zu Worms.
Der Speyerer Domherr Friedrich von Strahlenberg († 1333), für den eine Epitaphinschrift am Speyerer Dom existiert, war sein Neffe.